# الدوري الجنوبي لكرة القدم 2005–06
الدوري الجنوبي لكرة القدم 2005–06 (بالإنجليزية: 2005–06 Southern Football League)‏ هو موسم من الدوري الجنوبي الممتاز. فاز فيه نادي سالزبري سيتي.